# Malan Vitalis Bærendsen
Malan Vitalis Bærendsen (1991. május 30. –) feröeri úszónő, a Suðuroyar Svimjifelag (Susvim) versenyzője.

## Pályafutása
A 2007-es Szigetjátékokon 200 m mellen ezüstérmet szerzett.  A 2009-es Szigetjátékokon egyéniben és váltóban összesen négy számban indult, ebből hármat megnyert (egyet a váltóval és kettőt egyéniben), és két feröeri csúcsot is felállított.
A 2010-es feröeri bajnokságra fél év sérülés miatti kihagyás után tért vissza, de így is megnyerte az 50, 100 és 200 m-es mellúszást.